# Blahová
Blahová (ungarisch Sárrét) ist eine Gemeinde im Südwesten der Slowakei mit 434 Einwohnern (Stand 31. Dezember 2024). Sie gehört zum Okres Dunajská Streda, einem Teil des Trnavský kraj.

## Geographie
Die Gemeinde befindet sich im Nordteil der Großen Schüttinsel, einem Teil des slowakischen Donautieflands. Nördlich und nordöstlich am Ort vorbei fließt die Kleine Donau. Das Gemeindegebiet ist entwaldet und landwirtschaftlich genutzt, nur entlang der Kleinen Donau findet man noch Reste der ursprünglichen Auwälder. Das Ortszentrum liegt auf einer Höhe von 118 m n.m. und ist 18 Kilometer von Dunajská Streda sowie 42 Kilometer von Bratislava entfernt.
Nachbargemeinden sind Jelka im Norden, Veľké Úľany im Nordosten, Čierny Brod (über die Exklave Ostrov) und Potônske Lúky im Osten, Horná Potôň im Süden, Bellova Ves im Westen und Nový Život im Nordwesten.

## Geschichte
Blahová entstand rund um den alten Meierhof Sárrét puszta als eine Kolonie tschechisch- und slowakischsprachiger Siedler in der vorwiegend ungarischsprachigen Südslowakei in den 1920er Jahren. Die neuen Siedler kamen vorwiegend aus Mähren, weitere dann aus dem slowakischen Umland, einige auch aus Bulgarien, und wohnten neben den am Meierhof ansässigen ungarischen Familien. Der neue Ort erhielt den Namen Blahova Dedina (deutsch: Blahos Dorf) nach dem slowakischen Politiker und Arzt Pavel Blaho. Damals war er administrativ Teil der Gemeinde Lehnice und war (und bis heute ist) landwirtschaftlich geprägt. 1928 wurde die erste Schule erbaut, 1935 kam eine Kirche dazu.
Nach dem Ersten Wiener Schiedsspruch im Spätjahr 1938 mussten die Kolonisten auf Druck der ungarischen Macht den Ort verlassen. Mit dem Ende des Zweiten Weltkriegs und Wiederherstellung des tschechoslowakischen Staates im Jahr 1945 kamen die Kolonisten zurück.
Schon kurz nach der kommunistischen Machtübernahme kulminierte die Kollektivierung mit der Gründung der LPG im Jahr 1950. Nur ein Jahr später erhielt das Dorf Selbständigkeit von der Gemeinde Lehnice und trägt seither den Namen Blahová.
Von 1976 bis 1990 war Bellova Ves Teil der Gemeinde.

## Bevölkerung
| Jahr                | 1994 | 2004    | 2014    | 2024     |
| ------------------- | ---- | ------- | ------- | -------- |
| Anzahl der Personen | 376  | 361     | 365     | 434      |
| Unterschied         |      | −3,98 % | +1,10 % | +18,90 % |

| Jahr                | 2023 | 2024    |
| ------------------- | ---- | ------- |
| Anzahl der Personen | 418  | 434     |
| Unterschied         |      | +3,82 % |

Nach der Volkszählung 2011 wohnten in Blahová 356 Einwohner, davon 189 Slowaken, 126 Magyaren, sieben Mährer und drei Tschechen. 31 Einwohner machten keine Angabe. 250 Einwohner bekannten sich zur römisch-katholischen Kirche, 13 Einwohner zur Evangelischen Kirche A. B., vier Einwohner zur evangelisch-methodistischen Kirche, drei Einwohner zur orthodoxen Kirche, zwei Einwohner zur tschechoslowakischen hussitischen Kirche sowie jeweils ein Einwohner zu den Zeugen Jehovas, zur kongregationalistischen Kirche und zur reformierten Kirche; ein Einwohner bekannte sich zu einer anderen Konfession. 44 Einwohner waren konfessionslos und bei 36 Einwohnern wurde die Konfession nicht ermittelt.

## Bauwerke
- römisch-katholische Kyrill-und-Method-Kirche aus dem Jahr 1935